# Leitner-módszer

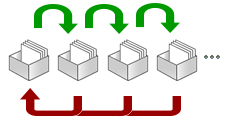
A Leitner-módszer szerint a helyesen megválaszolt kártyák jobbra lépnek tovább, a kevésbé gyakori ismétlést igénylő dobozba, míg a tévesen megválaszolt kártyák visszatérnek az első dobozba.

A Leitner-módszer a tanulókártyák hatékony alkalmazásának egy széles körben elterjedt módszere. 1970-ben egy német tudományos szakújságíró, Sebastian Leitner fejlesztette ki. A módszer az időközönkénti ismétlés egy egyszerű kivitelezése, melyben a kártyákat egyre hosszabbodó időközönként ismétli a tanuló.

## A módszer
A módszer szerint a tanulókártyákat külön dobozokba kell gyűjteni, aszerint, hogy milyen jól emlékszik rájuk a tanuló. Az alapelv, hogy ha egy kártyát sikeresen megválaszolunk, akkor a következő dobozba kell áthelyezni. Ha viszont elhibázzuk a választ, akkor vissza kell tenni a legelső dobozba. Minden dobozhoz meg van adva egy – egyre növekvő – ismétlési időtartam.

## Példák
1. példa. Tegyük fel, hogy van három csoport, az 1-es, 2-es és 3-as. Az 1-es csoportba azok a kártyák tartoznak, amiket gyakran elhibázunk, míg a 3-asba azok, amikre nagyon pontosan emlékszünk. Egy lehetséges módszer, hogy az 1-es csoportba tartozó kártyákat minden nap ismételjük, a 2-es csoportba tartozókat csak három naponta, a 3-as csoport kártyáit pedig csak 5 naponta. Ha sikeresen válaszolunk egy kártyára az 1-es csoportból, azt „előléptetjük” a 2-esbe. Egy 2-es csoportbéli kártya helyes válasz esetén a 3-as csoportba lép tovább. Ha egy a 2-es vagy 3-as dobozból jövő kártyát elhibázunk, azt „lefokozzuk” a legelső dobozba, ami az anyag gyakoribb ismétlésére fog kényszeríteni bennünket.
A módszer előnye, hogy az erőfeszítésünket a legnehezebb kártyákra tudjuk koncentrálni, amelyek az első két csoportban kötnek ki. Az eredmény ideális esetben az, hogy összességében kevesebb időt kell a kártyák megtanulására fordítani.
2. példa. Ez a példa 5 tudásszintet különböztet meg, 12 különböző doboz használatával. Az 1-es tudásszinten elhelyezkedő kártyákat minden tanulási alkalommal ismételni kell, az 5-ösök pedig félre vannak téve és nem igényelnek további ismétlést. A 2, 3 és 4-es szintű kártyákat minden 2., 3. és 4. alkalommal kell ismételni.
A tanulási alkalmakat számozzuk meg 0-tól 9-ig (a 10. alkalom ismét a nullás számot kapja és így tovább). Az 1-es szintű kártyákat a Jelenlegi Dobozba helyezzük, az 5-ös szintűeket pedig a Félretett Dobozba. Az összes többi kártya az 1-10-ig számozott „feldolgozás alatti” dobozokba kerülnek, és minden doboz első kártyahelyére beszúrunk egy címkártyát a következő számnégyesekkel:
0-2-5-9  •  1-3-6-0  •  2-4-7-1  •  3-5-8-2  •  4-6-9-3  •  5-7-0-4  •  6-8-1-5  •  7-9-2-6  •  8-0-3-7  •  9-1-4-8
Ha sikeresen megválaszolunk egy kártyát a Jelenlegi Dobozból, akkor ezt át kell helyezni abba a dobozba, amelyen az első szám a jelenlegi tanulási alkalom sorszáma. (Például a 6. tanulási alkalomkor a sikeresen megválaszolt kártyát a 6-8-1-5-ös dobozba kell áthelyezni.) Egy doboz kártyáit akkor kell ismételni, mikor a tanulási alkalom száma megegyezik valamelyik a dobozon lévő számmal. (Például a 6-8-1-5-ös doboz kártyáit a 8., 1. és 5. alkalomkor látjuk majd újra.)
Ha egy kártyát nem tudunk helyesen megválaszolni, akkor vissza kell rakni a Jelenlegi Dobozba. Ha pedig olyan kártyát válaszolunk meg helyesen, ahol a tanulási alkalom száma megegyezik a dobozon található utolsó számmal (pl. az 5. alkalommal a 6-8-1-5-ös dobozból jövő kártya), akkor a Félretett Dobozba kell tenni.
Automatizálás. Hasonló megoldások számos számítógéppel támogatott tanulási rendszerben megvalósításra kerültek. A legtöbb esetben az esetekben a fizikai kártyák helyét elektronikus tanulókártyák veszik át.

## Fordítás
- Ez a szócikk részben vagy egészben a Leitner system című angol Wikipédia-szócikk fordításán alapul.  Az eredeti cikk szerkesztőit annak laptörténete sorolja fel. Ez a jelzés csupán a megfogalmazás eredetét és a szerzői jogokat jelzi, nem szolgál a cikkben szereplő információk forrásmegjelöléseként.